# ディランジッド
ディランジッド (Deranged)は、スウェーデン・マルメヒュース県スタッファンストルプ市ヤルップ出身のデスメタルバンド。

## 略歴
1991年に、スウェーデン南部の街・ヤルップで結成。結成時から、グラインドコアやデスメタルを志向した音楽性での活動を行う。当時影響を受けたバンドとして、初期カーカス、ナパーム・デス、サフォケイションらの名前を挙げている。1992年にバンド初となるデモテープ『...the Confessions of a Necrophile』をリリース。この時のメンバーは、ペル・ギレンバック (Vo)、ヨハン・アクセルソン (G)、ミカエル・ヴェステルダール (G)、ジャン＝ポール・アセノフ (B)、リカルド・ヴェルメン (Ds)の5名。1993年に入ってミカエル・ヴェステルダールが脱退。しかしギタリストの補充はなく、これ以降シングルギターでの活動を続けることとなる。1993年から1994年にかけて、レーベルのサポートを受けて、2本のシングル (『...the Confessions Continues』、『Upon the Medical Slab』)、ミニ・アルバム (『Architects of Perversions』)をリリースしている。またこの時期に、ジャン＝ポール・アセノフが脱退し、ミカエル・ベリマン (B)が加入した。しかしミカエルは短期間で脱退し、ヨハン・アクセルソンがベースを兼任するようになる。1995年にスペインのリパルス・レコードから1stアルバム『Rated-X』をリリースしデビューした。1995年から1996年にかけて、スウェーデン国外で初となるライヴを敢行している。1996年に、結成メンバーのペル・ギレンバックが脱退。後任にアンドレアス・デブレン (Vo)が加入する。しかし、アンドレアスはすぐに脱退してしまったため、新たにフレドリック・サンドベリ (Vo)が加入した。更に、1997年に2年間空席だったベーシストとして、ダン・ベンソン (B)が加入。その後、1998年に元ボーカリストのペル・ギレンバックが立ち上げたリゲイン・レコードから2ndアルバム『High on Blood』をリリースした。同アルバムリリース後に、ダン・ベンソンとフレドリック・サンドベリが相次いで脱退。ヨハン・アンデルベリ (Vo, B)が加入する。リゲイン・レコードとはアルバム1枚で契約が満了し、2000年にフランスのリスナブル・レコードと契約。同年に、3rdアルバム『Ⅲ』をリリース。同アルバムは、日本でもサウンドホリックから日本盤がリリースされた。また、同アルバムリリース後には初来日を果たしており、大阪、名古屋、東京、千葉でライヴを敢行している。2001年には、4thアルバム『Deranged』をリリースしている。2002年にはヨハン・アンデルベリが脱退し、カレ・フォルト (Vo, B)が加入。同年には、5thアルバム『Plainfield Cemetery』をリリースしている。2006年に6thアルバム『Obscenities in B-Flat』をリリース。同アルバムを最後に、カレ・フォルトが脱退。また、同アルバムがリスナブル・レコードからリリースした最後の作品である。カレに代わって、マーティン・シェーンヘル (Vo)とトマス・アールグレン (B)が加入。その後、ペル・ギレンバックのリゲイン・レコードに戻り、2008年に7thアルバム『The Redlight Murder Case』をリリースした。しかし、オリジナルメンバーのヨハン・アクセルソンとリカルド・ヴェルメンの2人が相次いで脱退の意向を示したため、バンドは以降の活動を諦め解散した。
2009年夏に、解散時のリカルド・ヴェルメン (Ds)とマーティン・シェーンヘル (Vo)、トマス・アールグレン (G)の3名と、アンドレアス・ヨハンソン (B)の4名で再結成。ヨハン・アクセルソンは再結成に参加しなかった。2011年に、8thアルバム『Cut Carve Rip Serve』をセヴァード・レコードからリリース。リリース後にマーティン・シェーンヘルが脱退。トマス・アールグレンがボーカルを兼任してライヴをこなす。その後、アンデシュ・ヨハンソン (Vo)が加入した。2013年にEP『Morgue Orgy』をリリースした。
ポーランドのアゴニア・レコードに移籍して2016年10月に9thアルバム『Struck by a Murderous Siege』をリリースするも、同年末にアンデシュ・ヨハンソンが脱退。2017年になってヨハン・ベリストロームの加入が発表された。

## メンバー

### 現在のメンバー
- ヨハン・ベリストローム (Johan Bergström) - ボーカル
- トマス・アールグレン (Thomas Ahlgren) - ギター

2006年から2008年まではベースを担当していた。2011年の一部のライヴでは、ボーカルも兼任した。
パンデモニウムでも活動。
- アンドレアス・ヨハンソン (Andreas Johansson) - ベース

Bergraven、Stilla、Havokでも活動。
- リカルド・ヴェルメン (Rikard Wermén) - ドラムス

### 旧メンバー
- ペル・ギレンバック (Per Gyllenbäck) - ボーカル

リゲイン・レコードの創業者。
- アンドレアス・デブレン (Andreas Deblèn) - ボーカル

サタニック・スローターでも活動。
- フレドリック・サンドベリ (Fredrik Sandberg) - ボーカル
- ヨハン・アンデルベリ (Johan Anderberg) - ボーカル、ベース
- カレ・フェルト (Calle Fäldt) - ボーカル、ベース

フォーセイクンでも活動。
- マーティン・シェーンヘル (Martin Schönherr) - ボーカル
- アンデシュ・ヨハンソン (Anders Johansson) - ボーカル

Quest of Aidanceでも活動。
- ヨハン・アクセルソン (Johan Axelsson) - ギター

ミカエル・ベリマン脱退後からダン・ベンソン加入前まで（1995年から1997年）、ベースを兼任していた。
- ミカエル・ヴェステルダール (Mikael Westerdahl) - ギター
- ジャン＝ポール・アセノフ (Jean-Paul Asenov) - ベース
- ミカエル・ベリマン (Mikael Bergman) - ベース
- ダン・ベンソン (Dan Bengtsson) - ベース

### ライヴメンバー
- ロッガ・ヨハンソン (Rogga Johansson) - ボーカル

2001年から2002年にかけてのライヴに参加。
- ヨルゲン・バイランダー (Jörgen Bylander) - ベース

2001年から2002年にかけてのライヴに参加。

## ディスコグラフィー

### アルバム
- Rated-X (1995)
- High on Blood (1998)
- Ⅲ (2000)
- Deranged (2001)
- Plainfield Cemetery (2002)
- Obscenities in B-Flat (2006)
- The Redlight Murder Case (2008)
- Cut Carve Rip Serve (2011)
- Struck by a Murderous Siege (2016)

### その他
- ...the Confessions of a Necrophile (Demo) (1992)
- ...the Confessions Continues (EP) (1993)
- Upon the Medical Slab (Single)	(1994)
- Architects of Perversions (EP) (1994)
- Sculpture of the Dead (EP) (1996)
- Abscess / Deranged (Split) (2001)
- Morgue Orgy (EP) (2013)